# Rajder

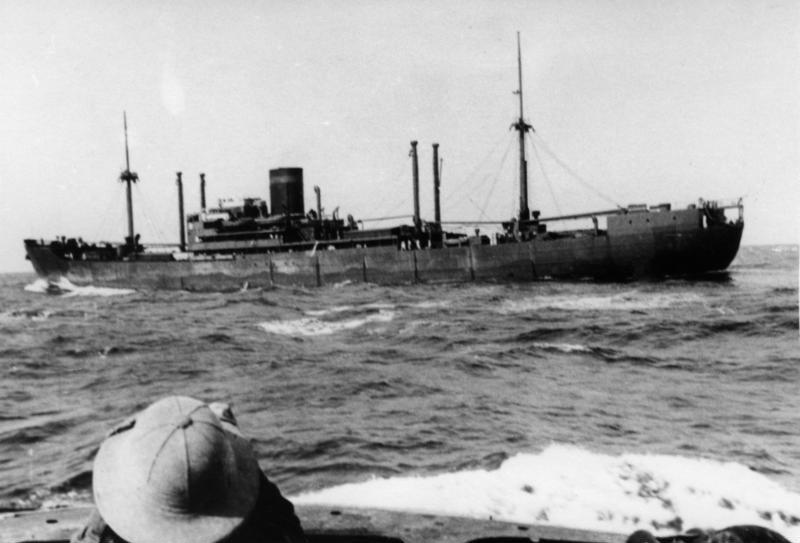
Niemiecki rajder HSK Kormoran podczas spotkania z U-Bootem na południowym Atlantyku

Rajder – określenie okrętów używanych w trakcie wojny jako korsarskie, do zwalczania i dezorganizowania żeglugi nieprzyjaciela na jego liniach komunikacyjnych (działania rajderskie lub krążownicze). Nie można w tym wypadku mówić o jakiejś klasie okrętów. Słowo „rajder” określa przeznaczenie okrętu w danej chwili i nie determinuje żadnego z parametrów bojowych okrętu.
Rajdery znane były od dawnych czasów, lecz nazwa ta zaczęła być używana w obecnym znaczeniu  w okresie I wojny światowej, gdy cesarska flota niemiecka (Kaiserliche Marine) wystawiła do służby okręty nawodne mające za zadanie zwalczanie brytyjskiej żeglugi (z niem. Raider).
Koncepcja wojny rajderskiej została opracowana pod koniec XIX wieku przez francuską „młodą szkołę”, jako środek do wyrównania przewagi floty brytyjskiej w ewentualnej wojnie. Zamiast stawiać czoła silnej flocie brytyjskiej w walnej bitwie, koncepcja ta zakładała odcięcie Imperium Brytyjskiego od zaopatrzenia w surowce oraz przecięcie jego szlaków komunikacyjnych z koloniami przez okręty – rajdery. W tym celu też opracowano koncepcję krążownika pancernego, jako szybkiego okrętu o dużym zasięgu, służącego do takich działań.
Intensywnie rajdery zaczęły być używane podczas wojny rosyjsko-japońskiej 1904, w czasie której władywostocki zespół krążowników prowadził działania przeciw żegludze japońskiej na Morzu Japońskim (bitwa pod Ulsan).
W okresie I wojny światowej działania rajderskie prowadzili Niemcy. Do zwalczania żeglugi używali okrętów klasycznych oraz krążowników pomocniczych, czyli kilkunastu odpowiednio przebudowanych statków pasażerskich lub statków handlowych, które uzbrojono i dano im odpowiednie maskowanie. Miały za zadanie uzupełniać U-booty w ich działaniach, nie odniosły jednak wielkich sukcesów. Nietypowym, lecz skutecznym rajderem był żaglowiec SMS Seeadler, który w czasie jedynego rejsu zatopił 14 statków.
Najbardziej znane rajdery I wojny spośród okrętów wojennych to krążowniki lekkie: SMS „Emden”, który w ciągu swojej niedługiej kariery na Oceanie Indyjskim zatopił lub zdobył 23 statki, a zatopiony został 9 listopada 1914 przez krążownik HMAS Sydney, oraz krążownik SMS „Dresden”.
Największy rozmach w działaniach rajderów przypada na okres II wojny światowej. Kriegsmarine, za pomysłem wielkiego admirała Ericha Raedera, wystawiła do działań korsarskich nie tylko kilkanaście krążowników pomocniczych, ale i klasyczne duże okręty. Jako rajdery Niemcy wykorzystali pancerniki kieszonkowe – przykładem jest rajd „Admirala Grafa Spee” na Oceanie Atlantyckim, zakończony jego samozatopieniem po bitwie u ujścia La Platy z angielskimi krążownikami. Były też rajdy bardziej udane, jak rajd pancernika kieszonkowego „Admiral Scheer”, czy zespołu pancerników „Scharnhorst” i „Gneisenau”.
Najbardziej znanym jest jednak nieudany wypad niemieckiego pancernika „Bismarck”, zakończony jego zatopieniem przez ścigające go okręty brytyjskie.